# The Name of the Game (Fernsehserie)/Episodenliste
Diese Episodenliste enthält alle Episoden der US-amerikanischen Fernsehserie The Name of the Game, sortiert nach der US-amerikanischen Erstausstrahlung. Die Erstausstrahlung wurde zwischen dem 20. September 1968 und dem 19. März 1971 auf dem US-amerikanischen Sender NBC gesendet. 

## Pilotfilm
Fame Is the Name of the Game wurde am 26. November 1966 bei NBC uraufgeführt. Stuart Rosenberg führte Regie. Für das Drehbuch adaptierte Ranald MacDougall den Roman One Woman von Tiffany Thayer.

## Staffeln
| Staffel | Episodenanzahl | Erstausstrahlung USA | Erstausstrahlung USA |
| Staffel | Episodenanzahl | Staffelpremiere      | Staffelfinale        |
| ------- | -------------- | -------------------- | -------------------- |
| 1       | 26             | 20. September 1968   | 20. März 1969        |
| 2       | 26             | 19. September 1969   | 10. April 1970       |
| 3       | 24             | 18. September 1970   | 19. März 1971        |

### Staffel 1
| Nr. (ges.) | Nr. (St.) | Originaltitel                  | Erstausstrahlung Vereinigte Staaten | Regie                | Drehbuch                         | Hauptfigur   | Gastdarsteller                                                             |
| ---------- | --------- | ------------------------------ | ----------------------------------- | -------------------- | -------------------------------- | ------------ | -------------------------------------------------------------------------- |
| 1          | 1         | Fear of High Places            | 20. Sep. 1968                       | William A. Graham    | Mark Rodgers                     | Jeff Dillon  | Robert Webber, Claudine Longet, Jeanne Crain, John Payne, Zsa Zsa Gabor    |
| 2          | 2         | Witness                        | 27. Sep. 1968                       | Lamont Johnson       | Dick Nelson                      | Dan Farrell  | Joan Hackett, Ruth Roman, Joseph Campanella, Victor Jory                   |
| 3          | 3         | The Taker                      | 4. Okt. 1968                        | Harvey Hart          | Richard Levinson, William Link   | Glenn Howard | Cliff Potts, Burl Ives, Bradford Dillman                                   |
| 4          | 4         | Collectors’ Edition            | 11. Okt. 1968                       | Leslie Stevens       | Eric Peters, Leslie Stevens      | Jeff Dillon  | John Saxon, Nina Foch, Robert Loggia, Senta Berger                         |
| 5          | 5         | Nightmare                      | 18. Okt. 1968                       | Alvin Ganzer         | Ed Adamson                       | Dan Farrell  | Martin Balsam, Steve Ihnat, Troy Donahue, Cloris Leachman                  |
| 6          | 6         | Incident in Berlin             | 25. Okt. 1968                       | Seymour Robbie       | Richard Levinson, William Link   | Glenn Howard | Anne Francis, Kevin McCarthy, Geraldine Brooks                             |
| 7          | 7         | Shine On, Shine On, Jesse Gil  | 1. Nov. 1968                        | Leslie Stevens       | James M. Miller                  | Jeff Dillon  | Darren McGavin, Juliet Prowse, Gypsy Rose Lee                              |
| 8          | 8         | Lola in Lipstick               | 8. Nov. 1968                        | Don Taylor           | Peter Penduik                    | Glenn Howard | Ed Begley, Kathie Browne, Cesare Danova, Louis Jourdan                     |
| 9          | 9         | The Protector                  | 15. Nov. 1968                       | Richard Irving       | Jack Miller                      | Glenn Howard | Robert Young, Anne Baxter, Ralph Meeker, Stephen McNally                   |
| 10         | 10        | Ordeal                         | 22. Nov. 1968                       | Ralph Senensky       | Alvin Sapinsley                  | Dan Farrell  | Jessica Walter, Farley Granger, Martha Hyer                                |
| 11         | 11        | The White Birch                | 29. Nov. 1968                       | Lamont Johnson       | Dean Hargrove, Luther Davis      | Glenn Howard | Jean-Pierre Aumont, Pete Duel, Roddy McDowall, Susan Oliver, Boris Karloff |
| 12         | 12        | High on a Rainbow              | 6. Dez. 1968                        | Richard A. Colla     | Irv Pearlberg, Robert L. Collins | Dan Farrell  | Van Johnson, June Allyson, Broderick Crawford, Veronica Cartwright         |
| 13         | 13        | The Black Answer               | 13. Dez. 1968                       | Leslie Stevens       | Leslie Stevens                   | Jeff Dillon  | Susan Saint James, Ivan Dixon, Raymond St. Jacques                         |
| 14         | 14        | Pineapple Rose                 | 20. Dez. 1968                       | Nicholas Colasanto   | Richard Neubert                  | Andy Hill    | Susan Strasberg, Andrew Prine, Don Stroud                                  |
| 15         | 15        | The Revolutionary              | 27. Dez. 1968                       | ?                    | ?                                | Glenn Howard | Vera Miles, Harry Guardino, Simon Oakland                                  |
| 16         | 16        | Swingers Only                  | 10. Jan. 1969                       | Barry Shear          | Anthony Spinner                  | Dan Farrell  | Robert Lansing, Jack Klugman, Clu Gulager, Ann Blyth                       |
| 17         | 17        | The Inquiry                    | 17. Jan. 1969                       | Sutton Roley         | Harold Livingston                | Glenn Howard | Barry Sullivan, Jack Kelly, Fritz Weaver, Gia Scala                        |
| 18         | 18        | The Incomparable Connie Walker | 24. Jan. 1969                       | Abner Biberman       | Leslie Stevens                   | Jeff Dillon  | Ivan Dixon, Jay C. Flippen, Dina Merrill                                   |
| 19         | 19        | Love-In at Ground Zero         | 31. Jan. 1969                       | Richard Irving       | Shimon Wincelberg, Dean Hargrove | Glenn Howard | Keenan Wynn, Tisha Sterling, Henry Jones                                   |
| 20         | 20        | The Suntan Mob                 | 7. Feb. 1969                        | Alexander Singer     | Robert Buckner, Dick Nelson      | Dan Farrell  | Donald Sutherland, Suzanne Pleshette, Wilfrid Hyde-White                   |
| 21         | 21        | Keep the Doctor Away           | 14. Feb. 1969                       | Barry Shear          | Robert Malcolm Young             | Jeff Dillon  | Robert Goulet, Carol Lawrence, Vera Miles                                  |
| 22         | 22        | The Bobby Currier Story        | 21. Feb. 1969                       | Lamont Johnson       | Robert L. Collins                | Dan Farrell  | Steve Forrest, Brandon De Wilde, Julie Harris, Anne Baxter                 |
| 23         | 23        | A Wrath of Angels              | 28. Feb. 1969                       | Alvin Ganzer         | Dick Nelson, Gilbert Ralston     | Dan Farrell  | Ricardo Montalbán, John Kerr, Edward Andrews                               |
| 24         | 24        | The Third Choice               | 7. März 1969                        | Seymour Robbie       | Jack Miller                      | Glenn Howard | Shirley Jones, Roscoe Lee Browne, Ossie Davis                              |
| 25         | 25        | Breakout to a Fast Buck        | 14. März 1969                       | Michael Caffey       | Sy Salkowitz                     | Dan Farrell  | Barry Nelson, Arthur O’Connell, Lorraine Gary                              |
| 26         | 26        | An Agent on the Plaintiff      | 20. März 1969                       | John Llewellyn Moxey | Marion Hargrove, Dean Hargrove   | Glenn Howard | Honor Blackman, Maurice Evans, Brian Bedford                               |

### Staffel 2
| Nr. (ges.) | Nr. (St.) | Originaltitel                      | Erstausstrahlung Vereinigte Staaten | Regie                | Drehbuch                                      | Hauptfigur       | Gastdarsteller                                                                             |
| ---------- | --------- | ---------------------------------- | ----------------------------------- | -------------------- | --------------------------------------------- | ---------------- | ------------------------------------------------------------------------------------------ |
| 27         | 1         | Lady on the Rocks                  | 19. Sep. 1969                       | John Llewellin Moxey | Robert White, Phyllis White                   | Glenn Howard     | Nigel Davenport, Laurence Naismith, James Robertson Justice, Janice Rule                   |
| 28         | 2         | A Hard Case of the Blues           | 26. Sep. 1969                       | Barry Shear          | Philip DeGuere                                | Dan Farrell      | Sharon Farrell, Michael Anderson, Jr., Russ Tamblyn, Keenan Wynn                           |
| 29         | 3         | Blind Man’s Bluff                  | 3. Okt. 1969                        | James Neilson        | Henry Slesar                                  | Jeff Dillon      | Jack Klugman, Michele Carey, Broderick Crawford, Coleen Gray                               |
| 30         | 4         | The Emissary                       | 10. Okt. 1969                       | John Llewellin Moxey | Margaret Armen, Dean Hargrove                 | Glenn Howard     | Charles Boyer, Zvonimir Črnko, Vernon Dobtcheff                                            |
| 31         | 5         | Chains of Command                  | 17. Okt. 1969                       | Robert Day           | Carol Sobieski                                | Dan Farrell      | Pernell Roberts, Steve Ihnat, Jay C. Flippen, Dorothy Lamour                               |
| 32         | 6         | Goodbye Harry                      | 24. Okt. 1969                       | Barry Shear          | Gene L. Coon                                  | Sam Hardy        | James Whitmore, Dane Clark, Strother Martin, Marsha Hunt                                   |
| 33         | 7         | Give Till It Hurts                 | 31. Okt. 1969                       | Marc Daniels         | William D. Gordon                             | Dan Farrell      | Dennis Weaver, Diane Baker, Larry Storch, Karen Black                                      |
| 34         | 8         | The Perfect Image                  | 7. Nov. 1969                        | Sutton Roley         | David P. Harmon                               | Glenn Howard     | Hal Holbrook, Diana Hyland, Clu Gulager, Joanna Barnes, Ida Lupino                         |
| 35         | 9         | The Prisoner Within                | 14. Nov. 1969                       | ?                    | ?                                             | Jeff Dillon      | Susan Saint James, Steve Forrest, George Murdock, Robert DoQui                             |
| 36         | 10        | The Civilized Men                  | 28. Nov. 1969                       | ?                    | ?                                             | Dan Farrell      | Jack Kelly, Jill St. John, Rod Cameron                                                     |
| 37         | 11        | High Card                          | 5. Dez. 1969                        | Sutton Roley         | Herman Groves, Dean Hargrove, Mitch Lindemann | Glenn Howard     | Barry Sullivan, John Colicos, Martine Beswick                                              |
| 38         | 12        | The Power                          | 12. Dez. 1969                       | Lawrence Dobkin      | Arthur Weingarten                             | Dan Farrell      | William Conrad, Broderick Crawford, John Ireland                                           |
| 39         | 13        | Laurie Marie                       | 19. Dez. 1969                       | Harvey Hart          | David P. Harmon, Henry Slesar                 | Jeff Dillon      | Peter Mark Richman, Antoinette Bower, John Kerr, Barry Atwater                             |
| 40         | 14        | The Tradition                      | 2. Jan. 1970                        | John Llewellin Moxey | Tim Kelly, Dean Hargrove                      | Glenn Howard     | Ina Balin, Nico Minardos                                                                   |
| 41         | 15        | Brass Ring                         | 9. Jan. 1970                        | Barry Shear          | Barry Oringer                                 | Dan Farrell      | Van Johnson, Tim O’Connor, Celeste Holm                                                    |
| 42         | 16        | Island of Gold and Precious Stones | 16. Jan. 1970                       | John Newland         | Anthony Skene                                 | Jeff Dillon      | Lee Meriwether, Henry Jones, Hazel Court, Yvonne De Carlo, Rudy Vallée                     |
| 43         | 17        | The Takeover                       | 23. Jan. 1970                       | Herbert Kenwith      | John McGreevey, Ernestine Barton              | Glenn Howard     | Anne Baxter, David Sheiner, Michael Ansara, Gloria Grahame                                 |
| 44         | 18        | The Garden                         | 30. Jan. 1970                       | Seymour Robbie       | Charles McDaniel                              | Dan Ferrell      | Richard Kiley, Anne Francis, Brenda Scott, Woodrow Parfrey                                 |
| 45         | 19        | Tarot                              | 13. Feb. 1970                       | Nicholas Colasanto   | Dick Nelson                                   | Glenn Howard     | José Ferrer, Bethel Leslie, David Carradine, William Shatner                               |
| 46         | 20        | The King of Denmark                | 20. Feb. 1970                       | Leo Penn             | Anthony Skene                                 | Jeff Dillon      | Joseph Cotten, Noel Harrison, Louise Latham, Charles McGraw                                |
| 47         | 21        | The Skim Game                      | 27. Feb. 1970                       | ?                    | ?                                             | Dan Farrell      | Ben Murphy, Rossano Brazzi, Charles Drake, Suzanne Pleshette                               |
| 48         | 22        | Man of the People                  | 6. März 1970                        | ?                    | Elinor Karpf                                  | Hilary Vanderman | Fernando Lamas, James Gregory, Jackie Coogan, Robert Alda                                  |
| 49         | 23        | Echo of a Nightmare                | 20. März 1970                       | John Newland         | Don Brinkley                                  | Dan Farrell      | Arthur Hill, Andrew Prine, Hoagy Carmichael, Ricardo Montalbán                             |
| 50         | 24        | Jenny Wilde Is Drowning            | 27. März 1970                       | Boris Sagal          | Henry Slesar, Stanford Whitmore               | Jeff Dillon      | Pamela Franklin, Gavin MacLeod, Frank Gorshin                                              |
| 51         | 25        | One of the Girls in Research       | 3. Apr. 1970                        | ?                    | Marion Hargrove                               | Glenn Howard     | Will Geer, Brenda Vaccaro, Stephen McNally, George Chandler, Sheree North, Woodrow Parfrey |
| 52         | 26        | The Other Kind of Spy              | 10. Apr. 1970                       | Boris Sagal          | Chester Krumholz                              | Jeff Dillon      | Leslie Nielsen, Joseph Campanella, Jeanette Nolan, Robert Lipton, Edward Andrews           |

### Staffel 3
| Nr. (ges.) | Nr. (St.) | Originaltitel                         | Erstausstrahlung Vereinigte Staaten | Regie              | Drehbuch                                            | Hauptfigur    | Gastdarsteller                                                                      |
| ---------- | --------- | ------------------------------------- | ----------------------------------- | ------------------ | --------------------------------------------------- | ------------- | ----------------------------------------------------------------------------------- |
| 53         | 1         | So Long, Baby, and Amen               | 18. Sep. 1970                       | Marvin J. Chomsky  | Steven Bochco                                       | Dan Farrell   | Julie Harris, James Gregory, Harold J. Stone, Sal Mineo                             |
| 54         | 2         | A Love to Remember                    | 25. Sep. 1970                       | Nicholas Colasanto | Dick Nelson                                         | Glenn Howard  | Ray Milland, J. D. Cannon, Tom Bosley, Lee Grant                                    |
| 55         | 3         | Cynthia Is Alive and Living in Avalon | 2. Okt. 1970                        | Gene Levitt        | Benjamin Masselink                                  | Paul Tyler    | Barbara Feldon, Tom Skerritt, Mickey Rooney, Alan Oppenheimer                       |
| 56         | 4         | Battle at Gannon’s Bridge             | 9. Okt. 1970                        | Robert Day         | Herb Meadow                                         | Dan Farrell   | Darren McGavin, Joan Blondell, Keenan Wynn                                          |
| 57         | 5         | The Enemy Before Us                   | 16. Okt. 1970                       | Barry Shear        | Joseph Calvelli                                     | Jeff Dillon   | Martin Balsam, Richard Conte, Katina Paxinou                                        |
| 58         | 6         | The Time Is Now                       | 23. Okt. 1970                       | Nicholas Colasanto | Wanda Coleman                                       | Glenn Howard  | Jack Klugman, Yaphet Kotto, Roscoe Lee Browne, Dana Andrews                         |
| 59         | 7         | The War Merchants                     | 30. Okt. 1970                       | Boris Sagal        | William D. Gordon                                   | Dan Farrell   | Robert Wagner, Scott Brady, Frank Aletter                                           |
| 60         | 8         | Little Bear Died Running              | 6. Nov. 1970                        | Gene Levitt        | Edward J. Lakso                                     | Paul Tyler    | Steve Forrest, Simon Oakland, Edgar Buchanan, Slim Pickens, Dean Jagger             |
| 61         | 9         | All the Old Familiar Faces            | 13. Nov. 1970                       | Seymour Robbie     | Phil Hargrove                                       | Glenn Howard  | Burgess Meredith, Michael Constantine, Stephen McNally, Lois Nettleton, Anne Baxter |
| 62         | 10        | I Love You, Billy Baker: Part 1       | 20. Nov. 1970                       | Barry Shear        | Richard De Roy                                      | Jeff Dillon   | Carla Borelli, Sammy Davis, Jr., Nina Foch                                          |
| 63         | 11        | I Love You, Billy Baker: Part 2       | 27. Nov. 1970                       | Barry Shear        | Richard De Roy                                      | Jeff Dillon   | Carla Borelli, Sammy Davis, Jr., Nina Foch                                          |
| 64         | 12        | Why I Blew Up Dakota                  | 4. Dez. 1970                        | John Newland       | Ken Trevey                                          | Dan Ferrell   | José Ferrer, Carolyn Jones, Clu Gulager, Roddy McDowall                             |
| 65         | 13        | Aquarius Descending                   | 11. Dez. 1970                       | ?                  | ?                                                   | Glenn Howard  | Arthur Hill, Michael Callan, Brenda Scott, William Smithers, Hermione Gingold       |
| 66         | 14        | The Glory Shouter                     | 18. Dez. 1970                       | Joseph Pevney      | ?                                                   | Dan Ferrell   | Howard Duff, William Shatner, Rachel Ames                                           |
| 67         | 15        | A Sister From Napoli                  | 8. Jan. 1971                        | Barry Shear        | Stanley Adams, Peter Allan Fields, George F. Slavin | Lewis Corbett | David Wayne, Robert Emhardt, Kurt Kasznar, Geraldine Page                           |
| 68         | 16        | LA 2017                               | 15. Jan. 1971                       | Steven Spielberg   | Philip Wylie                                        | Glenn Howard  | Barry Sullivan, Edmond O’Brien, Severn Darden, Paul Stewart, Louise Latham          |
| 69         | 17        | The Man Who Killed a Ghost            | 29. Jan. 1971                       | ?                  | ?                                                   | Dave Corey    | Janet Leigh, David Hartman, Lex Barker, William Bryant, Lurene Tuttle               |
| 70         | 18        | Seek and Destroy                      | 5. Feb. 1971                        | Robert Day         | ?                                                   | Dan Farrell   | Leif Erickson, John Vernon, John McGiver, Susan Oliver                              |
| 71         | 19        | A Capitol Affair                      | 12. Feb. 1971                       | Marvin J. Chomsky  | Richard De Roy                                      | Glenn Howard  | Suzanne Pleshette, Larry Hagman, Monte Markham, Leon Ames, Mercedes McCambridge     |
| 72         | 20        | The Savage Eye                        | 19. Feb. 1971                       | Leo Penn           | Leon Tokatyan                                       | Dan Farrell   | Pete Duel, Jim Hutton, John Randolph                                                |
| 73         | 21        | Appointment in Palermo                | 26. Feb. 1971                       | Ben Gazzara        | Joseph Calvelli                                     | Glenn Howard  | Harry Guardino, John Marley, Joe De Santis, Brenda Vaccaro                          |
| 74         | 22        | Beware of the Watchdog                | 5. März 1971                        | Marvin J. Chomsky  | Jack Turley                                         | Dan Farrell   | Richard Kiley, Pernell Roberts, Diana Muldaur, Ed Flanders                          |
| 75         | 23        | The Broken Puzzle                     | 12. März 1971                       | ?                  | ?                                                   | Glenn Howard  | Charles Aidman, Chuck Connors, Pat Crowley                                          |
| 76         | 24        | The Showdown                          | 19. März 1971                       | Daniel Petrie      | Dick Nelson                                         | Glenn Howard  | Jessica Walter, Warren Oates, Albert Salmi, Jack Albertson                          |